# Seaton-Petter

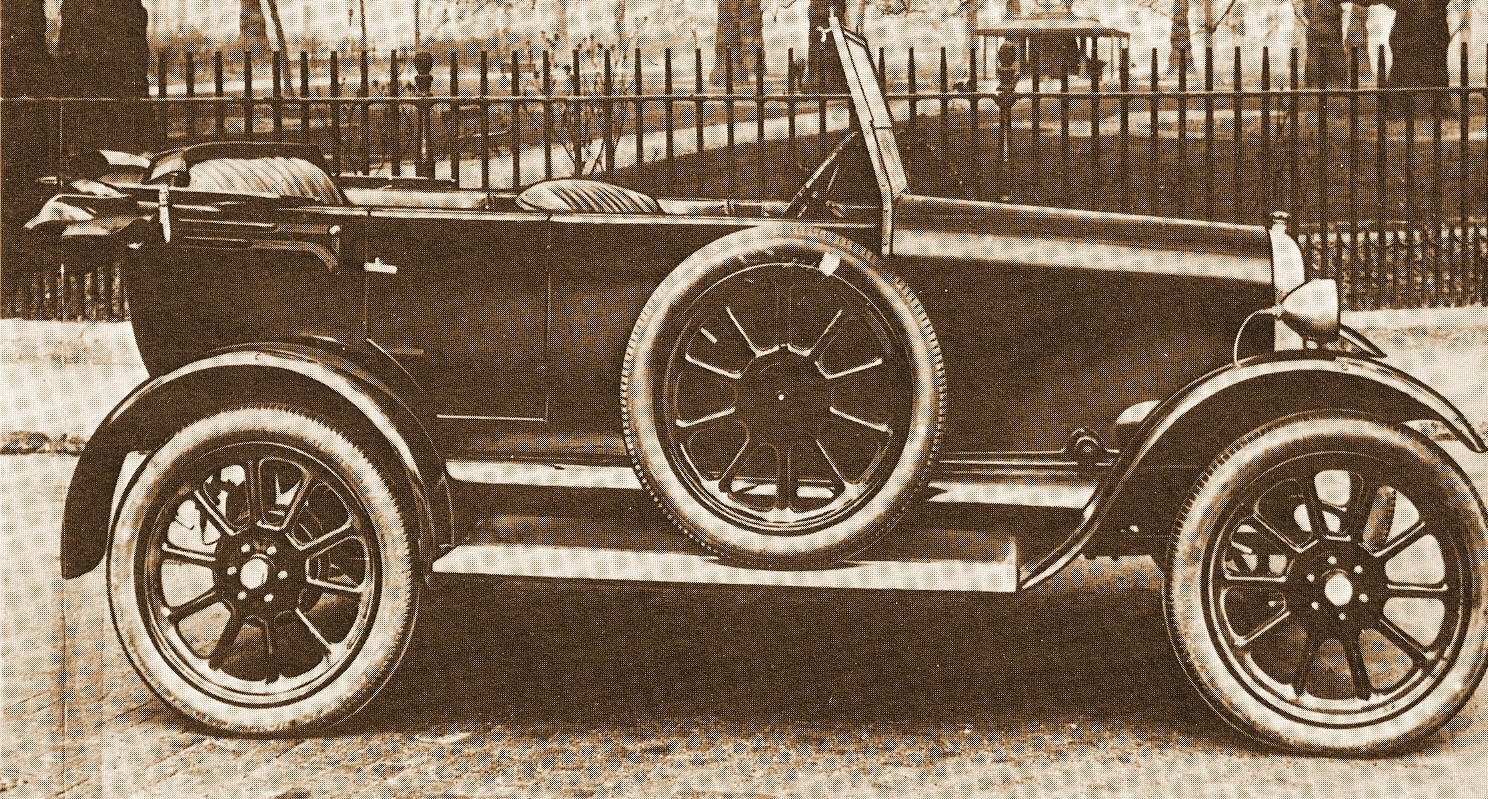
Seaton-Petter 10-18 hp (1927)

Seaton-Petter war eine britische Automobilmarke, die 1926–1927 von The British Dominion Car Co. Ltd. in Yeovil (Somerset) hergestellt wurde.
Es gab nur ein Modell, den 10-18 hp mit Zweizylinder-Zweitaktmotor, der einen Hubraum von 1,3 l besaß und 18 bhp (13,2 kW) bei 1600 min−1 entwickelte. Der offene Tourenwagen hatte vier Sitzplätze und drei Türen (rechts vor dem Fahrerplatz war das Reserverad angebracht). Der Radstand betrug 2591 mm, die Spurweite 1422 mm. Der Aufbau war 3454 mm lang und 1676 mm breit. Das ganze Fahrzeug wog 762 kg.
Aufgrund seiner einfachen und robusten Konstruktion (nur fünf bewegte Teile im Motor; zwei Kolben, zwei Pleuel und eine Kurbelwelle) war der Wagen besonders für den Einsatz in den britischen Kolonien und für Fahrer, die ihn wenig pflegten, gedacht.
Der Erfolg allerdings war nicht überwältigend, denn nach einem Jahr waren Automobil und Firma schon wieder von der Bildfläche verschwunden.

## Modelle
| Modell   | Bauzeitraum | Zylinder | Hubraum  | Leistung         | bei Drehzahl | Radstand |
| -------- | ----------- | -------- | -------- | ---------------- | ------------ | -------- |
| 10-18 hp | 1926–1927   | 2 Reihe  | 1319 cm³ | 18 bhp (13,2 kW) | 1600 min−1   | 2591 mm  |

## Quelle
- David Culshaw & Peter Horrobin: The Complete Catalogue of British Cars 1895–1975. Veloce Publishing plc. Dorchester (1999). ISBN 1-874105-93-6